# Middenschouwen
Middenschouwen est une ancienne commune néerlandaise de la province de la Zélande.
La commune a été créée pendant la première vague massive des fusions de l'île de Schouwen-Duiveland, le 1er janvier 1961. Middenschouwen regroupe alors les communes de Duivendijke, Elkerzee, Ellemeet et Kerkwerve. La mairie était située à Scharendijke. Le 1er janvier 1997, toutes les communes de l'île fusionnèrent pour ne plus former qu'une seule commune, du nom de l'île, Schouwen-Duiveland.
En 1995, la commune comptait 6 245 habitants.